# Eötvös József-sajtódíj
Az Eötvös József-sajtódíj a Nemzetközi Páneurópa Unió magyar szervezetének elismerése. Azok kaphatják, akik „európai szellemiségű, a régi magyar értékeket felmutató és újakat létrehozó munkásságot fejtenek ki a tárgyilagos és magas színvonalú tájékoztatás érdekében”. Évente három kitüntetést adnak át. A kitüntetés alapítója W-Nemessuri Zoltán, a MPUE alelnöke. A kuratóriumi elnök Andrássy Gábor, MPUE tiszteletbeli elnöke, tagjai: Aba Béla MPUE elnök, Zsigray Zsolt, MPUE országos elnökségének tagja és a korábbi kitüntetettek.
A tenyérnyi bronzplakett Melocco Miklós, a díszdoboz Zsigray Zsolt vésnök munkája, az oklevél tervezője pedig Pásztor Gyöngyi többszörös nívódíjas grafikusművész.

## Díjazottak
- Balassa Zoltán (Kassa)
- Bata János (Horgos)
- Batta György (Felvidék)
- Bence Lajos (Lendva, Szlovénia)
- Borókai Gábor
- Chrudinák Alajos
- D. Horváth Gábor
- Domonkos László
- Döbrentei Kornél
- Duray Miklós
- Elmer István
- Fábry Sándor
- Fázsy Anikó
- Fehér Béla
- Gajdics Ottó[1]
- Haeffler András
- Halász Albert (Lendva)
- Hornyik Miklós
- Jonathan Sunley (Anglia)
- Kondor Katalin
- Körmendy Zuzsa
- Kövesdy Zsuzsanna
- Krakkó Ákos
- Kristóf Attila
- Lovas István
- Ludwig Emil
- Megyeri Dávid
- Molnár Pál
- Muzsnay Árpád (Erdély)
- Margittai Gábor
- Oplatka András (Zurich)
- Papp Endre
- Petőcz Csilla (Pozsony)
- Pilhál György
- Seszták Ágnes
- Szaniszló Ferenc
- Szentmihályi Szabó Péter
- Szerető Szabolcs
- Tóth Szabolcs Töhötöm
- Ugró Miklós
- Vas István Zoltán
- Végh Alpár Sándor
- Vödrös Attila